# Си-би-эс
CBS Broadcasting Inc., обычно сокращаемая до CBS (сокращение от первоначального названия Columbia Broadcasting System), — американская коммерческая вещательная телерадиосеть, являющаяся флагманской собственностью подразделения CBS Entertainment Group компании Paramount Global и одной из трех ведущих дочерних компаний компании наряду с одноименными Paramount Pictures и MTV. 
Штаб-квартира CBS Building в Нью-Йорке, являясь частью «Большой тройки» телевизионных сетей, CBS имеет основные производственные мощности и операции в CBS Broadcast Center и штаб-квартире владельца Paramount в One Astor Plaza (оба также в этом городе), а также Television City и CBS Studio Center в Лос-Анджелесе. Иногда его называют Eye Network, по фирменному символу компании в виде глаза (который используется с 20 октября 1951 года), а также Tiffany Network, что намекает на воспринимаемое высокое качество его программ во время пребывания Уильяма С. Пейли (и также может относиться к некоторым из первых демонстраций цветного телевидения CBS, которые проводились в бывшем здании Tiffany and Company в Нью-Йорке в 1950 году).

## История

### Радиосеть
27 января 1927 года в Чикаго нью-йоркским букером Артуром Джадсоном была создана радиосеть «United Independent Broadcasters». Новое предприятие нуждалось в инвестициях, и в него вложилось подразделение Columbia Records — Columbia Phonograph Company. Сеть была переименована в «Columbia Phonographic Broadcasting System». Трансляция велась флагманской AM-радиостанцией WOR в Ньюарке и пятнадцатью филиалами.
Операционные расходы были очень высокими, особенно выплаты AT&T за пользование наземных линий связи, и к концу 1927 года Columbia Phonograph вышла из бизнеса. В начале 1928 года Джадсон продал сеть братьям Исааку и Леону Леви, владевших филадельфийским филиалом WCAU, и их партнёру Джерому Лоучхейму. Никто из трёх новых владельцев не планировал заниматься управлением сетью вплотную, поэтому президентом был нанят 26-летний Уильям С. Пейли, зять Леви из местной семьи производителей сигар. Уильям упростил название компании до «Columbia Broadcasting System». Сам он уверовал в силу радиорекламы после того, как продажи выпускавшихся семьёй сигарет «La Palina» (англ.) удвоились после того, как Уильям убедил своих родных дать объявления на радиостанции. К сентябрю он выкупил долю Лоучхейма в CBS, благодаря чему стал мажоритарным акционером компании с 51 % акций.

#### Первый год Пейли (1929)
В 1928 году Columbia заплатила $ 410 000 корпорации Atlantic Broadcasting Corporation за небольшую бруклинскую радиостанцию, WABC, которая впоследствии стала флагманской для этой сети. Она была быстро модернизирована, а её радиосигнал перешёл на волну 860 кГц. Сама антенна была перенесена в Стейнвей-холл на 57-й улице в Манхэттене, где в будущем будет находиться большая часть производства CBS. К концу 1929 года сеть имела 47 отделений.

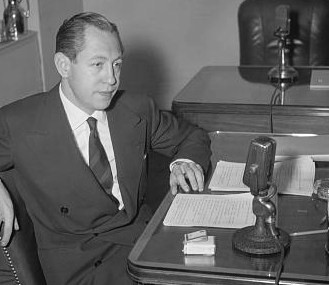
Уильям Пейли, фотография 1939 года.

Пейли решил укрепить финансовой состояние сети. Осенью 1928 года он вступил в переговоры с главой Paramount Pictures Адольф Цукором, планировавшим войти в радиобизнес в ответ на вхождение RCA в киноиндустрию. В сентябре 1929 года «Paramount» договорилась о покупке 49 % акций CBS за $ 3,8 млн, при этом в документе оговаривалось, что кинокомпания к 1 марта 1932 года может выкупить тот же самый пакет акций уже за $ 5 млн, если CBS до этой даты сможет заработать $ 2 млн. Около месяца шли переговоры о переименовании радиосети в «Paramount Radio», но биржевой крах 1929 года привёл к падению стоимости акций. Это побудило Пейли и его команду, у которых «не было другого выбора, как перевернуть сеть и заработать за 2 млн долл. за два года…. Это была та атмосфера, в которой родилось нынешнее CBS». Оказавшаяся в предбанкротном состоянии киностудия продала свой пакет акций радиосети самой «CBS» в 1932 году. За первый год работы Уильяма Пейли на посту директора, валовой доход CBS вырос с $ 1,4 млн до $ 4,7 млн.
Финансовый рост был обусловлен прежде всего улучшением отношений с филиалами. В то время существовало два типа программ: спонсорские и поддерживаемые. Конкурирующая радиосеть «NBC» платила своим филиалам за каждую транслируемую ими спонсорскую программу, но в то же время требовала плату за каждую поддерживаемую. Подобный подход был обременителен для маленьких и средних радиостанций, что влияло на их настрой и ограниченное число поддерживаемых программ в их эфире. Пейли решил ориентироваться на максимизацию числа станций-ретрансляторов программ «CBS»: он обещал партнёрским отделениям не взимать плату за поддерживаемые программы, если они будут транслировать каждую спонсорскую программу и позволят его радиосети следить за выполнением этого обещания. Вскоре «CBS» по числу отделений обошло как NBC Red, так и NBC Blue.
В 1929 году, после финансовой стабилизации CBS и выстраивания отношений с филиалами, весьма ценивший стиль и хороший вкус Пейли, перенес штаб-квартиру компании в здание № 485 на Мэдисон-авеню, первый год аренды обошёлся в $ 1,5 млн. «CBS» находилась там до 1965 года, когда состоялся переезд в спроектированное Ээро Саариненом здание CBS.

#### 1930-е годы

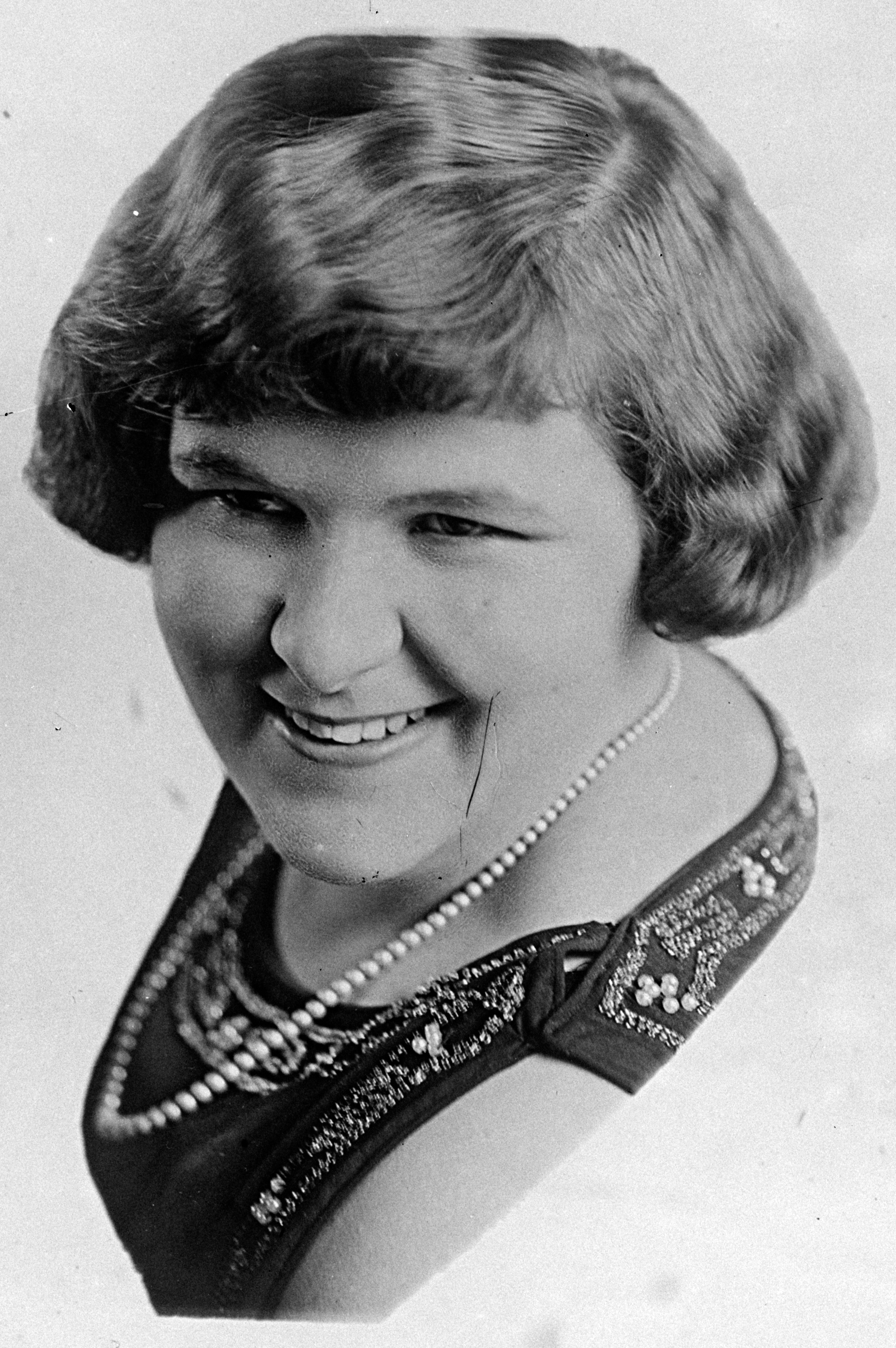
Кейт Смит, ведущая программы La Palina Hour.

Так как «NBC» являлось радиовещательным подразделением производителя радиоприёмников «RCA», глава последнего Дэвид Сарнофф следил за обоими подразделениями: филиалы «NBC» обладали новейшим оборудованием «RCA», часто являясь наиболее технически оснащёнными радиостанциями или работавшими на частотах «чистого канала» (то есть каждая радиостанция транслировала только одну частоту или канал). Отношения Сарноффа с руководством филиалов отличались недоверием, в то время как успех Пейли и его партнёров зависел только от качественных передач «CBS».
У Пейли было врождённое и совершенное чутьё на развлечение — «[Он] знал, что хорошо и будет продаваться, что плохо и будет продаваться, а что хорошо и не будет продаваться, и он никогда не путал одно с другим». В 1930-х годах директор начал вербовку талантов для «CBS», ставшую родным домом для многих популярных музыкантов и юмористов (Джек Бенни, («Your Canada Dry Humorist»), Эл Джолсон, Джордж Бёрнс и Грейси Аллен, а также Кейт Смит). Когда в ходе плавания по океану Пейли услышал фонографическую запись неизвестного певца, он бросился в радиорубку и связался с Нью-Йорком ради немедленного заключения контракта с Бингом Кросби на работу в ежедневном радиошоу.
Пока прайм-тайм «CBS» состоял из варьете, комедийных и музыкальных программ, дневная сетка вещания ориентировалась на женщин, для многих из которых радио являлось главным способом общения с окружающим миром в ходе дня. Коммерческий отдел радиосети на раннем этапе осознал, что подобная связь будет бонусом для рекламы ориентированных на слабый пол товаров. В подобных программах помогали слушательницам решать их проблемы, в то время как продажи товаров-спонсоров демонстрировали уверенный рост.

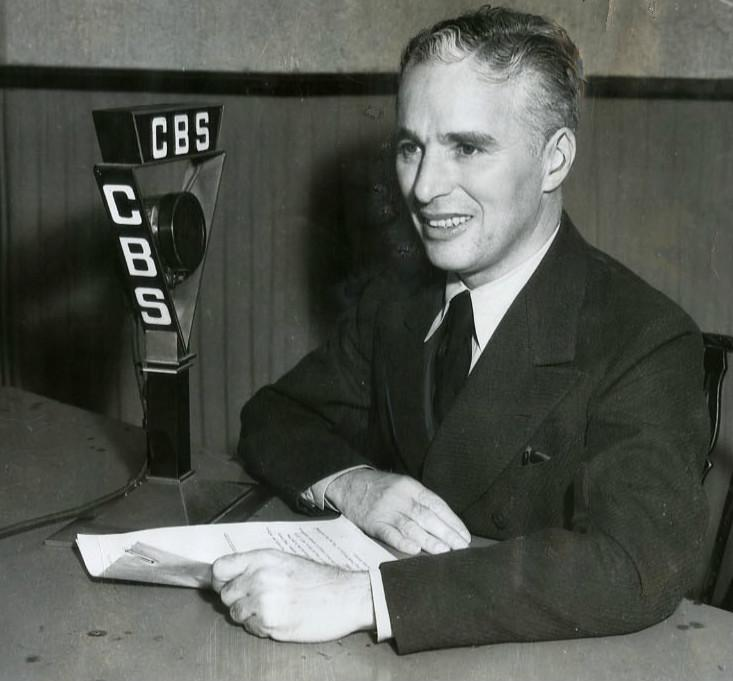
Впервые голос Чарли Чаплина прозвучал в эфире именно на радиостанции Си-би-эс в 1933 году

По ходу 1930-х дневной эфир заполнялся новыми форматами вроде серийных драм — мыльных опер, обязанных своим названием товарам-спонсорам, производством подобных программ занимались рекламные агентства. Распространившийся в середине и конце 1930-х годов жанр с 15 минутными эпизодами имел одну и ту же предпосылку: персонажи «попадали в две категории: 1) тех, кто попал в беду и 2) тех, кто им поможет. Помогающие люди обычно были старше». На «CBS» существовало множество подобных программ: Just Plain Bill (спонсировался обезболивающим средством Anacin, потом зубной пастой Kolynos и марками детского питания Clapp и BiSoDol); Твоя семья и моя (молочные продукты Sealtest Dairy), Холостяцкие дети (Old Dutch Cleanser, затем Wonder Bread); Настоящие жизненные истории тёти Дженни (Spry Vegetable Shortening), Наш воскресный вечер (Anacin), Романс о Хелен Трент (косметическая марка Angélus), Большая сестра (мыло для стирки Ринзо).
30 октября 1938 года «CBS» получила неоднозначную реакцию общества, когда The Mercury Theatre on the Air под руководством Орсона Уэллса накануне Хэллоуина организовал радиопостановку романа Герберта Уэллса Война миров. Уникальная манера подачи и адаптация сюжета к современным реалиям через поддельные новостные выпуски привела к панике среди радиослушателей, многие из которых поверили в реальность инопланетного вторжения с Марса в Гроверс-Милл (Нью-Джерси). Всё это произошло несмотря на то, что за часовой эфир диктором трижды напоминалось о вымышленности транслируемых событий. Итогом стало решение Федеральной комиссии по связи о запрете недостоверных новостных выпусков в ходе драматических программ и появление спонсора в лице Campbell Soup (из-за чего название программы поменялось с The Mercury Theatre on the Air на The Campbell Playhouse).

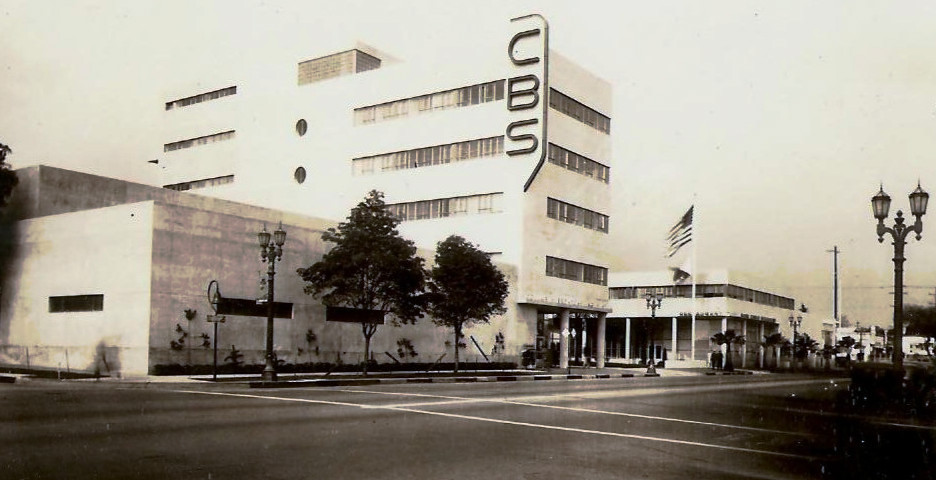
Апартаменты CBS в Голливуде.

В 1930-х годах благодаря дневному и праймовому эфирам «CBS» процветало. В 1935 году валовой объём продаж составил $ 19,3 млн, прибыль равнялась $ 2,27 млн. К 1937 году радиосеть имела доход в $ 28,7 млн и 114 филиалов, большая часть которых ради высокого рейтинга и дохода транслировали 100 % программ «CBS». В 1938 году была даже приобретена American Record Corporation, родительская компания первого инвестора «CBS» — Columbia Records.
В 1938 году «NBC» и «CBS» открыли собственные студии в Голливуде для привлечения новых талантов: «NBC» выбрала Radio City на бульваре Сансет, а «CBS» — два здания на Columbia Square.

#### Создание новостного подразделения
В 1930 году «CBS» осознало экстраординарный потенциал новостей: шокирующим журналистским переворотом стал звонок в прямой эфир заключённого «Дьякона», в режиме реального времени описавшего беспорядки и пожары в родной Огайской тюрьме. Несмотря на это, к 1934 году радиосеть не имела регулярных новостных выпусков: «Большая часть спонсоров не хотели новостных программ в сети; те же, кто поддерживал это, ожидал предоставления им права вето». Настороженное отношение между газетами и радиостанциями существовало давно; первые справедливо пришли к выводу, что зарождающийся радиобизнес будет конкурировать с ним за рекламу и освещение новостей. В 1933 году печать начала сопротивление: многие издания перестали публиковать расписание радиопрограмм или запрещали радиостанциям читать в прямом эфире «свои» новости. В ответ ряд городских универмагов, являвшихся крупнейшими рекламодателями местных газет и одновременно владельцами радиостанций, пригрозили отозвать свою рекламу из печати. Недолго продержавшаяся в 1933 году попытка заключить перемирие привела к оригинальной идее: на страницах газет предлагалось запретить радиостанциям публиковать новости до 9:30 и после 21:00.

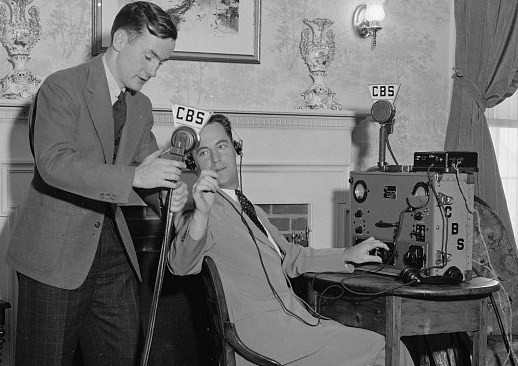
Инженеры CBS News готовятся к новостному эфиру в 1937 году.

На фоне этого Пейли решил «повысить престиж CBS, чтобы в глазах общественности появилось более продвинутая, достойная и социально осведомлённая сеть». Ради этого он оказывал поддержку Нью-Йоркской филармонии, размещал в эфире радиосети драмы Нормана Корвина и принял решение создать собственный новостной отдел для сбора и презентации новостей, независимые от посредников вроде газет и телеграфа. Осенью 1934 года CBS запустила независимое новостное подразделение, управлявшееся в первые годы вице-президентом «CBS» и бывшим колумнистом The New York Times Эдом Клаубером и новостным директором Полом Уайтом. Так как тогда новости не транслировались в режиме реального времени, первые пять лет новостники использовали коротковолновую связь для организации трансляции в прямом эфире событий в Европе.
Одним из ключевых ранних назначений стал приход в 1935 году Эдварда Р. Марроу, ставшего директором по переговорам и образованию. Штатный сотрудник новостного отдела Роберт Троут обучил его работе с микрофоном, в дальнейшем отношения Эдварда с Уайтом дошли до соперничества. В 1937 году Марроу отправился в Лондон в качестве европейского директора «CBS». Там он начал набирать сотрудников, среди которых оказались Уильям Ширер, Чарльз Колингвуд, Билл Даунс и Эрик Севарейд. Они впоследствии прославились как «Парни Марроу», и были «по [его] подобию безупречны, грамотны, часто либеральными, и все были примадоннами». Журналисты освещали историю в процессе её создания, и во время аннексии немцами Австрии 12 марта 1938 года «CBS» смогло осветить данное событие репортажами из Берлина, Лондона, Парижа, Рима и Нью-Йорка. Подобный стиль работы стал известен как News Round-Up, который до сих пор используется в новостной журналистике.
Ночные репортажи с крыш лондонских домов в ходе бомбардировки города сильно повлияли на американских слушателей. Марроу в своей работе старался не сообщить новости, а интерпретировать их, сочетая простоту изложения с тонкостью нюансов. Сам журналист говорил, что старался «описать события в терминах, которые будут иметь смысл для водителя грузовика, не оскорбляя интеллект профессора». Когда Марроу вернулся домой в конце 1941 года, Пейли устроил ему небывалый приём в отеле Уолдорф-Астория. Целью директора было не только оказание почтения новой звезде радиосети, но и провозглашение миру о том, что «CBS», в конце концов, стала большим, чем просто транслирующий программы других людей конвейером: теперь она по собственной воле стала культурной силой.
После окончания войны Марроу навсегда возвратился домой, став «суперзвездой с престижем, свободой и уважением в своей профессии и своей компании». Он продолжил работу в журналистике, и даже брал интервью в новом телевизионном формате у сенатора Джозеф Маккарти и самого Уильяма Пейли.
В 1940 году радиосеть наняла Эдмунда А. Честера, занимавшего пост руководителя бюро по Латинской Америке в Associated Press, на пост директора по связям с Латинской Америкой и директором коротковолнового вещания. В этом качестве он координировал развитие своей сети (La Cadena de las Americas) совместно с Государственным департаментом, Отделом по координации межамериканских отношений и Голосом Америки в рамках поддержки проводимой президентом США Франклином Рузвельтом политики панамериканизма в ходе Второй мировой войны «CBS» предоставляла населению Центральной и Южной Америки новостные и культурные программы в ключевые годы боевых действий, тем самым способствуя развитию дипломатических отношений тамошних стран с США. Послевоенная эра была ознаменована доминированием данной радиосети в радиоиндустрии.

#### Зенит (1940-е)
С окончанием 1939 года Уильям Пейли объявил следующий год «величайшим годом в истории радио в США». Его прогноз сбылся: десятилетие 1940-х годов стало апогеем сетевого радиовещания. Почти 100 % рекламодателей, заключивших спонсорские контракты в 1939 году, возобновили их и на следующий год; производители сельскохозяйственных тракторов устанавливали в свои машины радиостанции. Распределение бумаги в условиях военного времени привело к сокращению размера газетных выпусков и рекламных площадей, что привело к дополнительной миграции рекламодателей на радиостанции. Акт конгресса от 1942 года предоставил расходам на рекламу налоговую льготу, после чего переведённые на военные рельсы производители автомобилей и шин, не имевшие товара на свободную продажу, стали спонсировать симфонические оркестры и драматические радиопостановки. В 1940 году треть всех радиопрограмм была спонсируемая, а две трети — поддерживаемыми; к середине десятилетия ситуация была зеркальной — две трети программ оплачивалась спонсорами, а одна треть — самими радиостанциями и радиосетями.
В 1940-х «CBS» переживала кадровые перестановки: многие ветераны старой гвардии умерли, отошли от дел или просто ушли из радиосети. Становилось трудно работать и на самого Пейли, «постепенно переходившего от лидера к деспоту». Много времени он тратил на налаживание социальных связей и культурные мероприятия, его «надежда заключалась в том, что CBS сможет научиться как-то управлять сама собой».

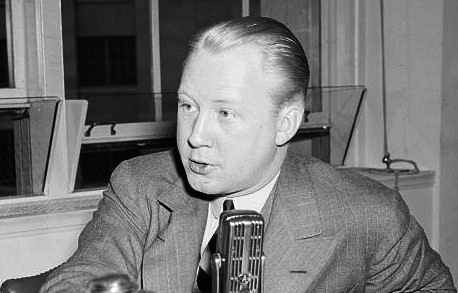
Фрэнк Стэнтон, являвшийся президентом CBS с 1946 по 1971 год.

По мере того, как Пейли всё больше отдалялся от дел, он начинал назначать на «CBS» ряд руководителей, чьё влияние последовательно росло: Эд Клаубер, Пол Кестен и Фрэнк Стэнтон. Последний вслед за Пейли был создателем стиля и амбиций «CBS» в первые 50 лет её существования, «великолепным мандарином, выполнявший функции руководителя компании, её представителя и имиджмейкера». Стэнтон начал работать в «CBS» в 1933 году, после отправки высшему руководству «CBS» копии своей кандидатской диссертации «Критика современных методов и новый план по изучению поведения радиослушателей» и получения от них предложения о работе. Успехом пользовалась и его ранняя работа «Memory for Advertising Copy Presented Visually vs. Orally», которую продавцы «CBS» применяли для привлечения новых спонсоров. В 1946 году Пейли предложил ему пост президента «CBS», оставив себе должность председателя совета директоров.
Несмотря на приток рекламодателей и их денег, или, возможно, из-за них, 1940-е годы отметились и уроном по радиосетям. Самой большой проблемой стало начавшееся в 1938 году монопольное расследование ФКС, особенно после прихода нового председателя Джеймса Л. Флая. К окончанию расследования в 1943 году «NBC» было вынуждено продать свою Blue Network, впоследствии ставшую American Broadcasting Company. «CBS» также попало под удар, хотя и не такой сильный: контракт с филиалами 1928 года о спонсорском времени критиковался за ограничение программ производства местных радиостанций. Итогом компромисса стала возможность размещать контент радиосети в ходе трёх из четырёх часов в определённые дни, однако этот шаг не имел практического эффекта: местные радиостанции сами с удовольствием размешали контент «CBS» и спонсируемые программы из-за их финансовой выгодности. Комиссия Флая также запретила радиосетям владеть представляющими артистов бюро, из-за чего «CBS» продала своё бюро Music Corporation of America (ставшей в будущем Management Corporation of America).

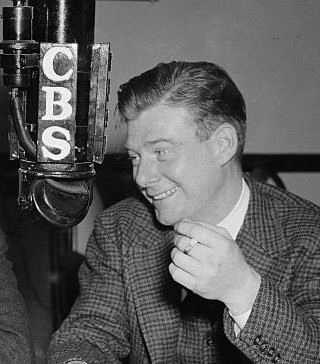
Артур Годфри в 1938 году.

Война оказала влияние почти на каждую программу. Варьете в комедийных и музыкальных номерах стали использовать аспекты патриотизма; герои драм и мыльных опер присоединялись к воинской службе и уходили на фронт. Ещё до начала боевых действий в Европе одной из самых ротируемых песен на радио стала композиция Ирвинга Берлина «God Bless America», которую популяризовала сотрудница «CBS» Кейт Смит. Хотя через несколько дней после Перл-Харбора на радиосети появился отдел цензуры, сама цензура шла на добровольной основе. Несколько программ для ознакомления предоставляли собственные сценарии; большая часть — нет. Цензурные правила запрещали прогнозы погоды (включая спортивные мероприятия), новости о передвижении войск, кораблей и самолётов, боевых действиях и уличные интервью. Запрет на рекламу привёл к длительному отсутствию в эфире викторин и игровых шоу.
Верхняя часть рейтинга самых популярных программ отличалась «гранитным постоянством». После войны были популярны те же водевильщики и музыканты, что и в 1930-х: Джек Бенни, Бинг Кросби, Бёрнс и Аллен, и Эдгара Бергена были в радиоэфире почти столько же, сколько существовала радиосеть. Заметным исключением был Артур Годфри, который ещё в 1942 году вёл утреннюю программу на местной радиостанции в городе Вашингтон. Он первым начал общаться напрямую со слушателями как личностями, используя вместо фраз «Теперь, ребята…» или «Да, друзья…» слово «вы». Его комбинированные шоу давали 12 % всех доходов «CBS»; к 1948 году его ежегодная зарплата составляла $ 500 тыс.
В 1947 году Пейли, остававшийся бесспорным «руководителем по поиску талантов» на «CBS», организовал широко разрекламированный «талантный рейд» на «NBC». Однажды, пока Фримен Госден и Чарльз Коррелл работали над сценарием нового эпизода шоу Амос и Энди, к ним постучался Пейли с предложением: «Что бы вы ни получали сейчас, я дам вам вдвое больше». Привлечение ключевого шоу «NBC» само по себе было достаточным, но в 1948 году Уильям также добился долгоиграющих звёзд «NBC» Эдгара Бергена, Чарли Маккарти и Реда Скелтона, а также покинувших «CBS» юмориста Джека Бенни, Бёрнса и Аллена. С ними было подписано соглашение, напоминавшее документ 1928 года, из-за которого ряд филиалов «NBC» перешло к «CBS». Имена звёзд становились собственностью радиосети, взамен выплачивавшей щедрую единовременную выплату и зарплату. План базировался на существенном различии между налоговыми ставками на прибыль и прирост капитала, благодаря чему артисты после уплаты налогов получали почти в два раза больше, а потенциальная контратака «NBC» не имела смысла. В результате этого в 1949 году «CBS» впервые за 20 лет побила по рейтингам «NBC».

#### Проигрыш телевидению (1950-е)

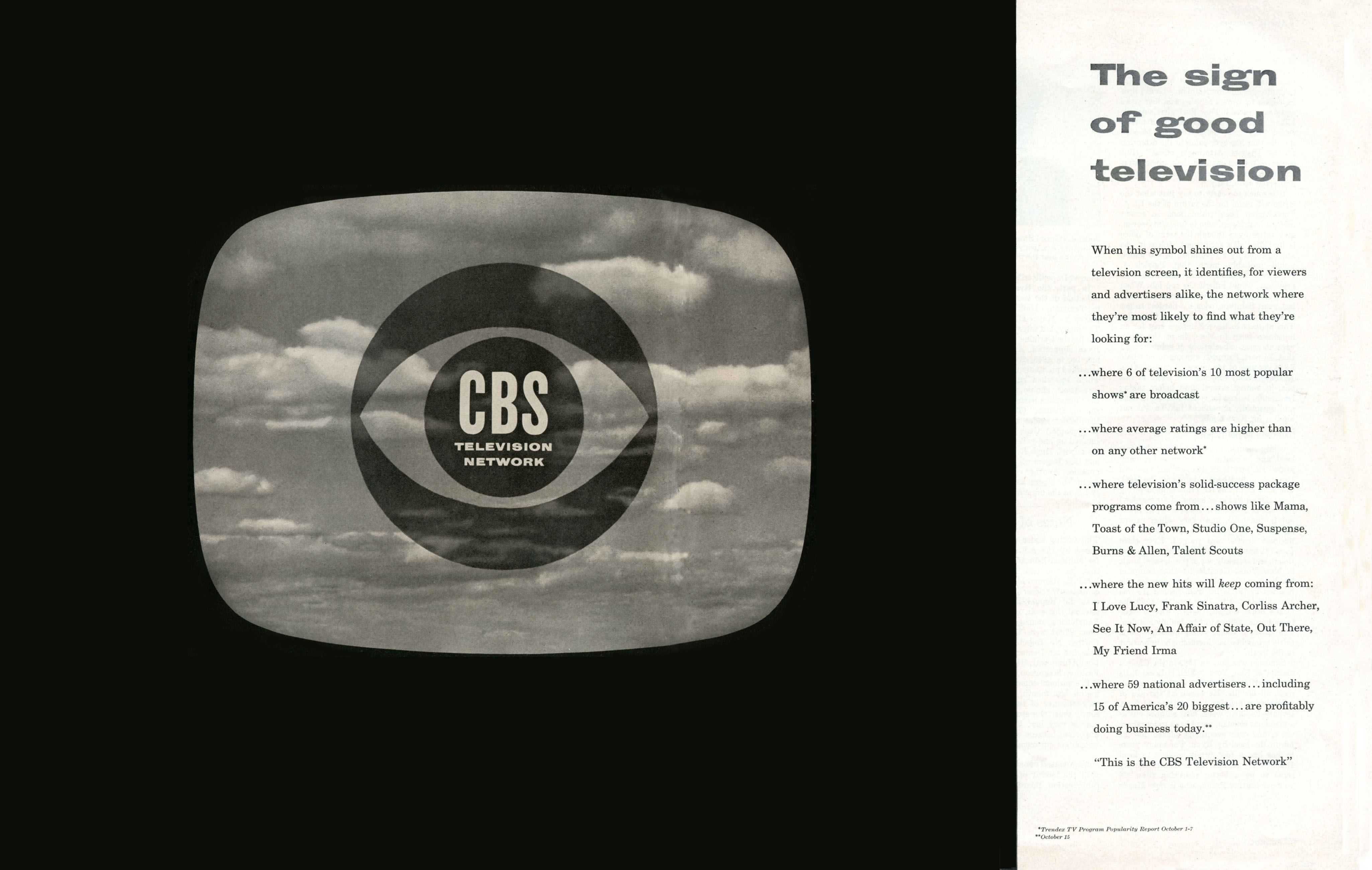
Реклама телевизионной сети «CBS» 1951 года со знаменитым логотипом в виде глаза.

Весной 1940 года инженер «CBS» Питер Голдмарк разработал систему для цветного телевидения, которая по задумке его начальства должна была помочь обойти «NBC» с её чёрно-белой системой производства «RCA».
Система «CBS» «давала блестящие и стабильные цвета», в то время как NBC была грубой и нестабильной, но совместимой. ФКС отклонила систему «CBS» из-за её несовместимости с RCA. Это, с учётом решения «CBS» сохранить многие телевизионные лицензии формата UHF, а не VHF, привело к равнодушию компании к телевидению в это время.
В 1946 году в США было только 6 тыс. телевизоров, большая часть которых находилась в Нью-Йорке с тремя телестанциями; к 1949 году число телевизоров выросло до 3 млн штук, к 1951 году их было уже 12 млн. Телевизионные станции находились в 64 городах, хотя в большей части они были представлены в единичном экземпляре.
Как минимум до ранних 1950-х годов радио оставалось основным бизнесом для «CBS», но это был «странный, сумеречный период», когда в некоторых городах часто было несколько телевизионных станций, отбиравших аудиторию у радиостанций, в то время как в городах вроде Денвера и Портленда вообще не было телестанций. В подобных местах, как и в сельской местности и некоторых штатах, сетевое радио оставалось единственным общенациональным вещательным СМИ. Известный журналист «NBC» Фред Аллен обнаружил падение рейтингов своей программы после того, как её поставили в одно время с игровым телевизионным шоу Stop The Music! от ABC; через несколько недель его программу покинул долговременный спонсор Ford Motor Company, после чего она была закрыта. Рейтинги программы Боба Хоупа поменялись с 23,8 % в 1949 году до 5,4 % в 1953 году. К 1952 году «смерть казалась неизбежной для сетевого радио» в его прежнем формате; крупные спонсоры стремились к переменам.
По мере развития телевидения туда начала мигрировать радиозвёзды. В этот период многие программы выходили в эфир в обоих форматах. Радийная мыльная опера The Guiding Light в 1952 году перешла на телевидение, где продолжалась ещё 57 лет; Бёрнс и Аллен в 1950 году вернулись на «NBC»; Люсиль Болл сделала это в 1949 году; Наша мисс Брукс — в 1952 году (хотя все телевизионные годы программа выходила и на радио). Высокорейтинговая Jack Benny Program прекратила радиоверсию в 1955 году, Sunday night show Эдгара Бергана покинуло радиоэфир через два года. В 1956 году «CBS» объявило о том, что её радиобизнес стал терять деньги, а телевизионная часть — начала их зарабатывать. После закрытия 25 ноября 1960 года мыльной оперы Ма Перкинс, в радиоэфире оставались ещё восемь гораздо менее крупных сериалов. Эпоха прежнего праймтаймового радио кончилась 30 сентября 1962 с закрытием Yours Truly, Johnny Dollar и Suspense.

#### После 1972 года
Уход Артура Годфри в 1972 году провёл черту под эпохой создания передач радиосети «CBS»; после этого контент состоял из выходивших каждый час новостных сводок, особых новостных форматов, известных в 1970-е годы как Dimension, и комментариев (включая серию Spectrum, позже ставшую разделом «Пункт/Контрапункт» телевизионных программ 60 минут и First Line Report). С 1974 по 1982 год сеть также выпускала драматические постановки: еженедельную CBS Radio Mystery Theater и существовавшие в 1970-х General Mills Radio Adventure Theater и Sears Radio Theater. К этому времени большая часть драматических программ выходила на общественных и религиозных радиостанциях. CBS Radio Network и сейчас транслирует в основном программы информационного и новостного формата (CBS World News Roundup по утрам и вечерам, еженедельная сестринская программа CBS News Weekend Roundup, The Osgood File, What’s In the News, комментарии радиоведущего из Сиэтла Дэйва Росса и CNET).
17 ноября 2017 CBS Radio было продано Entercom, тем самым став последней из большой четвёрки радиосетей, принадлежавшей компании-основателю. Хотя родительская компания «CBS» прекратила существования после её покупки Westinghouse Electric в 1995 году, CBS Radio продолжала управлять «CBS» до продажи (ABC Radio в 2007 году была продана Citadel Broadcasting (и ныне входит в состав Cumulus Media Networks), Mutual (ныне закрытая) и NBC Radio в 1980-х были куплены Westwood One (Westwood One и «CBS» с 1993 по 2007 находились под контролем одной компании; Westwood была приобретена Dial Global в октябре 2011 года).

### Телесеть

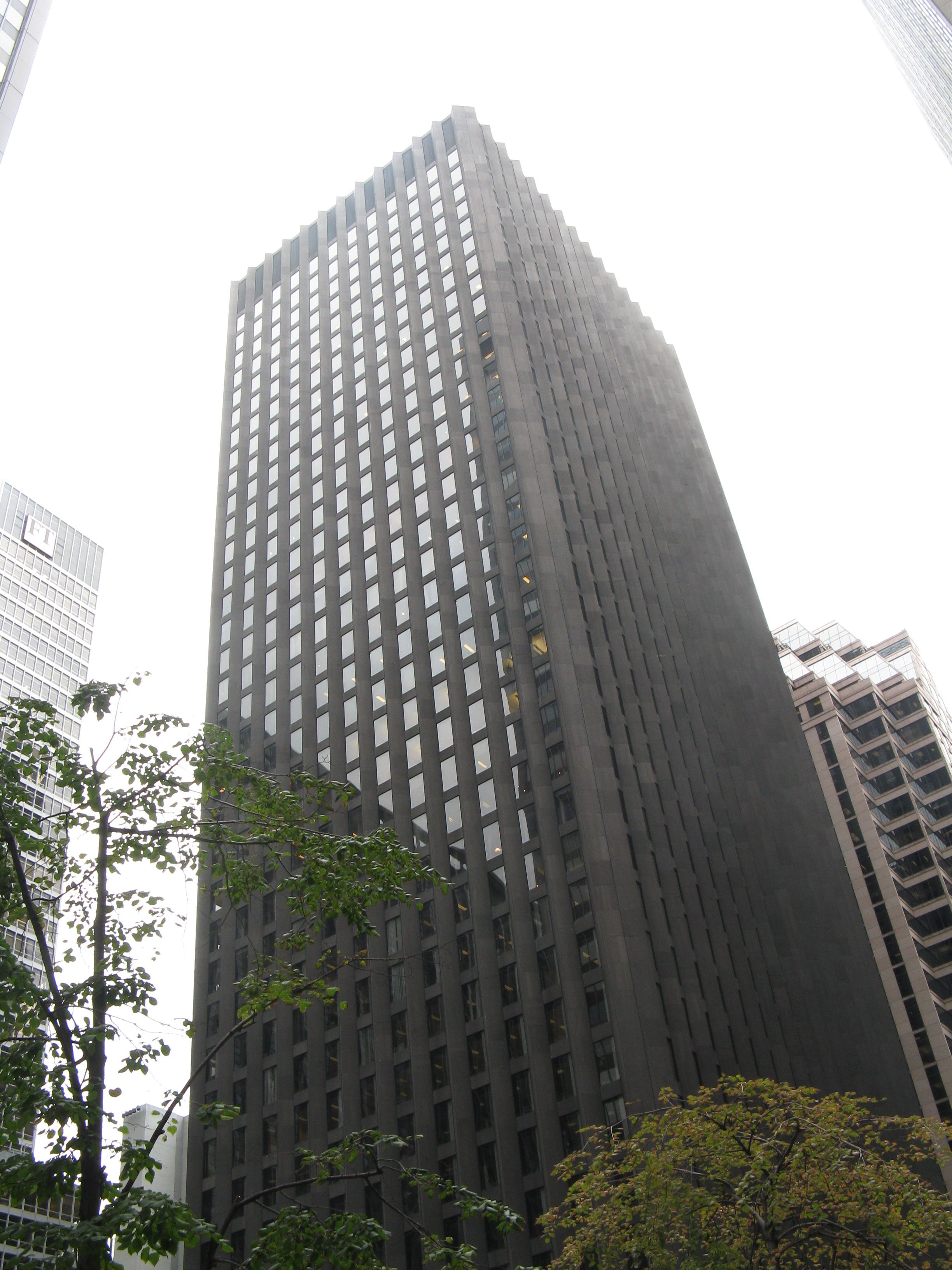
Штаб-квартира CBS в Нью-Йорке.

«CBS» начала телевещание 21 июля 1931 года, когда в Нью-Йорке была открыта экспериментальной станции W2XAB, для чего использовалась система механического телевидения. В первом эфире участвовали мэр Нью-Йорка Джеймс Уолкер, Кейт Смит и Джордж Гершвин. Станция первой на американском телевидении вела регулярное семидневное вещание по 28 часов в неделю.
Диктор-директор Билл Шудт был единственным сотрудником станции; остальные участвовали в её работе на добровольной основе. W2XAB стала пионером в разработке программ, среди которых были небольшие драмы, монологи, пантомимы и использование проекционных слайдов для имитации окружающей обстановки. Инженер Билл Лодж в 1932 году разработал первую синхронизированную звуковую волну для телевизионной станции, позволив W2XAB транслировать изображение и звук на одной коротковолновом канале взамен ранее использовавшихся двух. 8 ноября 1932 года W2XAB осуществила первую трансляцию в ходе президентских выборов. 20 февраля 1933 года станция прекратила работу, так как стандарты передачи монохромного телевидения постоянно менялись в процессе перехода от механического к полностью электронной системе. В 1939 году W2XAB возвратилась в эфир уже во втором формате с новым студийным комплексом в Центральном вокзале и передатчиком на Крайслер-билдинг, вещавшем на канале 2. 28 августа 1940 года W2XAB провела первую цветовую трансляцию в США.
24 июня 1941 года W2XAB получило разрешение на коммерческое вещание и программную авторизацию в качестве WCBW. Станция вышла в эфир 1 июля в 14:30, через час после WNBT (канал 1, ранее известен как W2XBS и нынешний WNBC), став второй полностью авторизированной коммерческой телестанцией США. Так как ФКС выдала разрешения «CBS» и «NBC» одновременно, рассчитывая на единовременный выход в эфир 1 июля WNBT и WCBW, то ни одна из станций не могла называть себя «первой».
В ходе второй мировой войны коммерческое телевидение переживало упадок, начав отыгрывать позиции к её окончанию. В то время как NBC и DuMont создавали телесети и предлагали обновлённые передачи, «CBS» отстала от них. Она была привержена отраслевому сдвигу и перезапуску UHF из-за его несовместимости с чёрно-белой цветной системой; решение ФКС от 1948 года о заморозке телевизионных лицензий до 1952 года также способствовало стагнации компании. Только в 1950 году на фоне доминирования «NBC» на телевидении и широкой распространённости чёрно-белых передач «CBS» начала покупать и создавать собственные телестанции в Лос-Анджелесе, Чикаго и других крупных городах.

#### Передачи 1945—1970 годов
Дебютировавшая в октябре 1951 год передача Я люблю Люси сразу стала сенсацией, так как её смотрели 11 из 15 млн телезрителей. Пейли с президентом телесети Стэнтоном слабо верили в успех проекта, разрешив супругу Люсиль Болл Деси Арнасу финансировать производство. Так возникла компания Desilu Productions и существующие до сих пор ряд стандартов сериального производства: многокамерная съёмка, использование студийной аудитории и повторная трансляция серий посредством синдикации. Феноменальный успех выходившей в прайм-тайм телевикторины Вопрос на 64 000 долларов позволило её создателю Льюису Дж. Ковану стать вице-президентом «CBS» по креативным услугам, а затем — и президентом всей телесети (в 1959 году из-за скандала с использованием в телевикторинах сфальсифицированных вопросов он был уволен).
В 1953 году «CBS» впервые вышла на рентабельность и с 1955 по 1976 год занимала доминирующее положение на рынке. К концу 1950-х годов телесеть часто занимала семь или восемь слотов в десятке самых рейтинговых программ с такими шоу, как Route 66.
В годы президентства Джеймса Т. Обри (1958—1965) «CBS» балансировала между престижными телепроектами (в соответствии с имиджем телесеть Тиффани), с программами, ориентированными на более низкую культуру. Тем самым одновременно транслировались Сумеречную зону, Защитники и Ист-Сайд/Вест-Сайд, как и Шоу Энди Гриффита, Беверли Хиллбиллис, Gomer Pyle, U.S.M.C. и Остров Гиллигана.
Это успех будет многолетним, лишь в середине 1970-х «CBS» лишилась лидерства из-за развития ABC. Возможно, благодаря статусу телесети с самыми высокими рейтингами, компания в конец 1960-х — начале 1970-х выпускала рискованные проекты вроде Все в семье и Комедийный час братьев Смозерс.

## Сетка вещания
По состоянию на 2013 год CBS предоставляет 87+1⁄2 часов регулярно запланированных сетевых программ каждую неделю. Сеть предоставляет 22 часа программирования в прайм-тайм для аффилированных станций с понедельника по субботу с 20:00 до 23:00 и в воскресенье с 19:00 до 23:00. Восточное и тихоокеанское время (с 19:00 до 22:00). С понедельника по субботу и с 18:00 до 22:00 в воскресенье по центральному/гонскому времени).
Сеть также предоставляет дневное вещание с 11:00 до 16:00. Восточные и тихоокеанские будни (вычесть 1 час для всех других часовых поясов), включая получасовой перерыв для местных новостей и показывает игровые шоу The Price Is Right and Let's Make a Deal, мыльные оперы The Young and the Restless и The Bold and the Beautiful, а также ток-шоу The Talk.
Программы CBS News включают в себя CBS Mornings с 7:00 до 9:00 по будням и CBS Saturday Morning в тот же период по субботам; ночные выпуски CBS Evening News; воскресное политическое ток-шоу Face the Nation; ранняя утренняя новостная программа CBS Morning News; и новостные журналы 60 Minutes, CBS News Sunday Morning и 48 Hours. По будням CBS транслирует ток-шоу The Late Show with Stephen Colbert и The Late Late Show with James Corden (до 2023 года, которые теперь заменяются игровым шоу After Midnight).
Программы CBS Sports также предоставляются в большинстве дней в выходные дни. Из-за непредсказуемой продолжительности спортивных мероприятий CBS иногда задерживает запланированные программы в прайм-тайм, чтобы позволить программам транслироваться в полном объеме, что чаще всего наблюдается с НФЛ на CBS. В дополнение к правам на спортивные мероприятия от крупных спортивных организаций, таких как NFL, PGA и NCAA, CBS транслирует CBS Sports Spectacular, серию спортивной антологии, которая заполняет определенные дневные интервалы выходных до (или в некоторых случаях вместо) крупного спортивного события.

### Дневное время
Дневное расписание CBS является самым длинным среди крупных сетей — 4+1⁄2 часа. Это дом продолжительного игрового шоу The Price Is Right, которое началось в 1972 году и является самым продолжительным дневным игровым шоу на сетевом телевидении. После 35 лет, когда шоу было организовано Бобом Баркером, с 2007 года ведет актер и комик Дрю Кэри. Сеть также является домом для нынешнего воплощения Let's Make a Deal, который ведет певец и комик Уэйн Брэди.
CBS — единственная коммерческая вещательная сеть, которая продолжает транслировать дневные игровые шоу. Заметные игровые шоу, которые когда-то транслировались как часть дневной линейки сети, включают Match Game, Tattletales, The $10/25 000 Pyramid, Press Your Luck, Card Sharks, Family Feud и Wheel of Fortune. Прошлые игровые шоу, которые имели как дневные, так и прайм-тайм в сети, включают Beat the Clock и To Tell the Truth. Две длительные игры только в прайм-тайм были панельными шоу What's My Line? И у меня есть секрет.
Сеть также является домом для The Talk, панельного ток-шоу, похожего по формату на The View от ABC. Он дебютировал в октябре 2010 года. По состоянию на тринадцатый сезон шоу, в группе участвуют Шерил Андервуд, Аманда Клоотс, Джерри О'Коннелл, Акбар Гбаджабиамила и Натали Моралес, которая выступает в качестве модератора.
CBS Daytime транслирует две дневные мыльные оперы каждый будний день: часовой сериал The Young and the Restless, который дебютировал в 1973 году, и получасовой сериал The Bold and the Beautiful, который дебютировал в 1987 году. CBS уже давно транслирует наибольшее количество мыльных опер из сетей Большой тройки, транслируя 3+1⁄2 часа мыла в своей дневной линейке с 1977 по 2009 год, и до сих пор сохраняет самый длинный ежедневный график. Помимо Guiding Light, заметные дневные мыльные оперы, которые когда-то транслировались на CBS, включают As the World Turns, Love of Life, Search for Tomorrow, The Secret Storm, The Edge of Night и Capitol.

### Детское программирование
CBS транслировала сериал «Капитан Кенгуру» по утрам в будние дни с 1955 по 1982 год и по субботам до 1984 года. С 1971 по 1986 год CBS News выпускала серию одноминутных сегментов под названием In the News, которые транслировались между другими субботними утренними программами. В противном случае, детские программы CBS в основном были сосредоточены на анимационных сериалах, таких как повторы мультфильмов Mighty Mouse, Looney Tunes и Tom and Jerry, а также Scooby-Doo, Fat Albert and the Cosby Kids, Jim Henson's Muppet Babies, Garfield and Friends и Teenage Mutant Ninja Turtles. В 1997 году на CBS состоялась премьера Wheel 2000, детской версии синдицированного игрового шоу Wheel of Fortune, которое транслировалось одновременно на Game Show Network.
В сентябре 1998 года CBS начала заключать контракты на тайм-аут с другими компаниями для предоставления программ и материалов для своего субботнего утреннего расписания. Первым из этих аутсорсинговых блоков был CBS Kidshow, который длился до 2000 года и включал программы от канадской студии Nelvana, такие как Anatole, Mythic Warriors, Rescue Heroes и Flying Rhino Junior High.
После того, как соглашение с Nelvana закончилось, сеть затем заключила сделку с Nickelodeon о передаче программ из своего блока Nick Jr., начиная с сентября 2000 года, под баннером Nick Jr. на CBS. К моменту заключения сделки Nickelodeon и CBS были корпоративными сестрами через тогдашнюю материнскую компанию Viacom в результате слияния с CBS Corporation в 2000 году. С 2002 по 2005 год живые и анимационные сериалы Nickelodeon, предназначенные для детей старшего возраста, также транслировались в рамках блока под названием Nick on CBS.
После разделения Viacom-CBS сеть решила прекратить сделку с контентом Nickelodeon. В марте 2006 года CBS заключила трехлетнее соглашение с DIC Entertainment, которое было приобретено позже в том же году компанией Cookie Jar Group, о программировании субботнего утреннего временного интервала в рамках сделки, которая включала в себя распространение отдельных задерженных автомобильных гонок Формулы-1. KOL Secret Slumber Party на CBS заменила Ника-младшего на CBS в сентябре того же года, с первым составом, включающим две новые программы в прямом эфире, один анимационный сериал, который первоначально транслировался в синдикации в 2005 году, и три шоу, выпущенные до 2006 года. В середине 2007 года KOL, детская служба AOL, отозвала спонсорство из субботнего утреннего блока CBS, который впоследствии был переименован в KEWLopolis. В дополнение к линейке CBS 2007 года были Care Bears, Strawberry Shortcake и Sushi Pack. 24 февраля 2009 года было объявлено, что CBS продлит свой контракт с Cookie Jar еще на три сезона до 2012 года. 19 сентября 2009 года KEWLopolis был переименован в Cookie Jar TV.
24 июля 2013 года CBS согласилась с Litton Entertainment, которая уже запрограммировала синдицированный субботний утренний блок, эксклюзивный для станций ABC, а затем выпустила блок для сестринской сети CBS The CW, которая дебютировала в следующем году, чтобы запустить новый субботний утренний блок с живыми реалити-шоу, дикой природой и спортивными сериалами. Блок CBS Dream Team, созданный Литтоном и предназначенный для подростков в возрасте от 13 до 16 лет, начал вещание 28 сентября 2013 года, заменив Cookie Jar TV. Блок был переименован в CBS WKND в 2023 году.

### Спецвыпуски

#### Анимированные праздничные спецвыпуски в прайм-тайм
CBS была оригинальным вещательным домом для анимационных праздничных спецвыпусков в прайм-тайм, основанных на комиксе Peanuts, начиная с «Рождества Чарли Брауна» в 1965 году. Более 30 праздничных специальных выпусков Peanuts (каждый для конкретного праздника, такого как Хэллоуин) транслировались на CBS до 2000 года, когда права на трансляцию были приобретены ABC. CBS также вывел в эфир несколько анимационных специальных выпусков в прайм-тайм, основанных на работах доктора Сьюз (Теодор Гейзель), начиная с How the Grinch Stole Christmas в 1966 году, а также нескольких специальных выпусков, основанных на комиксе Гарфилда в 1980-х годах (что привело к тому, что Гарфилд получил свой субботний утренний мультфильм в сети Garfield and Friends, который выходил с 1988 по 1995 год). «Рудольф — красноносый олень», спродюсированный Rankin/Bass, был еще одним ежегодным праздничным продуктом CBS; однако этот специальный выпуск впервые вышел в эфир на NBC в 1964 году. По состоянию на 2011 год Рудольф и Снеговик Фрости — единственные два анимационных спецвыпуска до 1990 года, оставшихся на CBS; права на трансляцию специальных выпусков Чарли Брауна теперь принадлежат Apple, права Гринча — NBC, и права на спецвыпуск Гарфилда Boomerang.
Все эти анимационные специальные выпуски, с 1973 по 1990 год, начались с с любовью вспоминаемой семисекундной анимационной вступительной последовательности, в которой слова «Специальная презентация CBS» отображались красочными надписями (для титульного логотипа использовался шрифт ITC Avant Garde). Слово "SPECIAL", заглавными буквами и повторяющееся несколько раз в нескольких цветах, медленно уменьшалось от кадра вращающимся против часовой стрелки на черном фоне и быстро увеличивалось в кадр как одно слово, белым, в конце; последовательность сопровождалась джазовой, хотя и величественной быстро развивающейся фанфарой с драматическими рогами и перкуссией (которая была отредактирована случайной музыкой из криминальной драмы CBS Hawaii Five-O под названием "Call to Danger" на саундтреке Capitol Records). Эта вступительная последовательность появилась непосредственно перед всеми специальными выпусками CBS того периода (такими как конкурсы Мисс США и ежегодная презентация наград Центра Кеннеди), в дополнение к анимационным специальным выпускам.

#### Спецвыпуски классической музыки
CBS также отвечала за трансляцию серии молодежных концертов под управлением Леонарда Бернштейна. Телепередачи каждые несколько месяцев в период с 1958 по 1972 год, сначала в черно-белом, а затем в цвете, начиная с 1966 года, эти программы познакомили миллионы детей с классической музыкой через красноречивые комментарии Бернштейна. Специальные программы были номинированы на несколько премий «Эмми», в том числе на две победы в 1961 году и позже в 1966 году, и были одними из первых программ, когда-либо транслировавшихся из Линкольн-центра исполнительских искусств.
На протяжении многих лет CBS транслировала три различных постановки балета Чайковского «Алкунчик» - две прямые телепередачи постановки «Нью-Йоркского балета Джорджа Баланчина» в 1957 и 1958 годах соответственно, малоизвестная немецко-американская постановка, снятая в 1965 году (которая впоследствии повторялась три раза и с Эдвардом Виллеллой, Патрицией Макбрайд и Мелиссой Хейден), начиная с 1977 года, постановка балета Михаила Барышниковым с русским танцором вместе с Гелси Кирклендом в главной роли - версия, которая станет телевизионной классикой и остается таковой и сегодня (трансляция этой постановки позже перешла на PBS). 
В апреле 1986 года CBS представила немного сокращенную версию Горовица в Москве, живой фортепианный концерт пианиста Владимира Горовица, который ознаменовал его возвращение в Россию после более чем 60 лет. Сольный концерт транслировался по телевидению в виде эпизода CBS News Sunday Morning (телесериал в 9:00 утра). Восточное время в США, так как концерт был исполнен одновременно в 16:00 в России). Он был настолько успешным, что CBS повторил его всего два месяца спустя по многочисленным просьбам, на этот раз на видеокассете, а не в прямом эфире. В последующие годы программа была показана как автономный специальный выпуск на PBS; текущий DVD телепередачи опускает комментарии Чарльза Куральта, но включает в себя дополнительные подборки, не услышанные в телепередаче CBS.
В 1986 году телепередача CBS Carnegie Hall: The Grand Reopening в прайм-тайм, что в то время было редким шагом для коммерческой вещательной сети, так как большинство специальных выпусков классической музыки в прайм-тайм были понижены в PBS и A&E к этому времени. Программа была концертом, посвященным повторному открытию Карнеги-холла после его полной реконструкции. Были представлены целый ряд артистов, от классического дирижера Леонарда Бернштейна до популярного музыкального певца Фрэнка Синатры.

#### Душка
Чтобы конкурировать с NBC, которая выпустила телевизионную версию бродвейской постановки Мэри Мартин "Питер Пэн", CBS ответила музыкальной постановкой "Душка" с музыкой Ричарда Роджерса и текстом Оскара Хаммерштейна II. Основанный на классической сказке Шарля Перро, это единственный мюзикл Роджерса и Хаммерштейна, написанный для телевидения. Первоначально он транслировался в прямом эфире в цвете на CBS 31 марта 1957 года в качестве средства для Джули Эндрюс, которая сыграла главную роль; эту трансляцию посмотрели более 100 миллионов человек. Впоследствии он был переделан CBS в 1965 году, с Лесли Энн Уоррен, Стюартом Дэймоном, Джинджер Роджерс и Уолтером Пиджоном среди его звезд; ремейк также включал новую песню «Loneliness of Evening», которая первоначально была написана в 1949 году для South Pacific, но не была исполнена в этом мюзикле. Эта версия несколько раз транслировалась на CBS в начале 1970-х годов и иногда транслируется в различных кабельных сетях по сей день; обе версии доступны на DVD.

#### National Geographic
CBS также был оригинальным вещательным домом для специальных выпусков в прайм-тайм, выпущенных Национальным географическим обществом. Сериал Geographic в США начался на CBS в 1964 году, прежде чем перейти на ABC в 1973 году (специальные выпуски впоследствии перешли на PBS - под производство станции-члена Питтсбурга WQED - в 1975 году и NBC в 1995 году, прежде чем вернуться в PBS в 2000 году). В специальных выпусках были представлены истории многих научных деятелей, таких как Луи Лики, Жак Кусто и Джейн Гудолл, которые не только представили их работы, но и помогли сделать их всемирно известными и доступными для миллионов. Большинство специальных выпусков были рассказаны различными актерами, в частности Александром Скурби во время шоу CBS. Успех специальных выпусков отчасти привел к созданию National Geographic Channel, кабельного канала, запущенного в январе 2001 года в качестве совместного предприятия между National Geographic Society и Fox Cable Networks. Особая музыка специальных выпусков Элмера Бернштейна также была принята National Geographic Channel.

#### Другие заметные спецвыпуски
С 1949 по 2002 год Pillsbury Bake-Off, ежегодный национальный кулинарный конкурс, транслировался на CBS в качестве специального выпуска. Ведущими трансляции были Артур Годфри, Арт Линклеттер, Боб Баркер, Гэри Коллинз, Уиллард Скотт (хотя по контракту с конкурентом CBS NBC) и Алекс Требек.
Конкурс красоты "Мисс США" транслировался на CBS с 1963 по 2002 год; в течение большей части этого периода телепередача часто транслировалась ведущим одного из игровых шоу сети. Джон Чарльз Дейли вел шоу с 1963 по 1966 год, его сменил Боб Баркер с 1967 по 1987 год (в этот момент Баркер, активист по защите прав животных, который в конечном итоге убедил продюсеров The Price Is Right прекратить предлагать шубы в качестве призов в программе, ушел из спора по поводу их использования), Алан Тик в 1988 году, Дик Кларк с 1989 по 1993 год и Боба Гоэн с 1994 по 1996 год. Самая высокая зрительская аудитория конкурса была зафиксирована в начале 1980-х годов, когда он регулярно переплачивал рейтинги Nielsen на неделе его трансляции. Зрительская аудитория резко снизилась в течение 1990-х и 2000-х годов, с предполагаемой зрительской аудитории в 20 миллионов до в среднем 7 миллионов с 2000 по 2001 год. В 2002 году Дональд Трамп (владелец руководящего органа конкурса «Мисс США», «Организация «Мисс Вселенная») заключил новую сделку с NBC, предоставив ей половину собственности на конкурсы «Мисс США», «Мисс Вселенная» и «Мисс Юнок США» и переместил их в эту сеть в рамках первоначального пятилетнего контракта, который начался в 2003 году и закончился в 2015 году после 12 лет на фоне спорных замечаний Трампа о мексиканских иммигрантах во время начала его кампании 2016 года для республиканской президентской номинации. 
1 июня 1977 года было объявлено, что Элвис Пресли подписал контракт с CBS на появление в новом телевизионном спецвыпуске. В соответствии с соглашением, CBS будет снимать на видео концерты Пресли летом 1977 года; специальный выпуск был снят во время финального тура Пресли на остановках в Омахе, штат Небраска (19 июня) и Рапид-Сити, Южная Дакота (21 июня того же года). CBS транслировал специальный выпуск Elvis in Concert 3 октября 1977 года, почти через два месяца после того, как Пресли умер в своем особняке в Грейсленде 16 августа.
С момента своего создания в 1978 году CBS является единственным вещателем The Kennedy Center Honors, двухчасового трибьюта исполнительского искусства, обычно записываемого и отредактируемого в декабре для последующего вещания во время праздничного сезона.